# Gökhan Gül
Gökhan Gül est un footballeur allemand, né le 17 juillet 1998 à Castrop-Rauxel, évoluant au poste de défenseur central.

## Biographie

### En club
Il dispute son premier match de 2.Bundesliga le 26 novembre 2016 face au Dynamo Dresde.
Lors du mercato hivernal 2017, il est transféré dans le club du Fortuna Düsseldorf. Il jouera son premier match contre Hanovre 96 en 2.Bundesliga.

### En équipe nationale
Avec les moins de 17 ans, il participe en championnat d'Europe des moins de 17 ans en 2015. Lors de cette compétition, il joue cinq matchs. L'Allemagne s'incline en finale face à l'équipe de France.
Il dispute ensuite quelques mois plus tard la Coupe du monde des moins de 17 ans organisée au Chili. Lors du mondial junior, il joue quatre matchs. L'Allemagne s'incline en huitièmes de finale face à la Croatie.
Avec les moins de 19 ans, il participe à deux championnats d'Europe des moins de 19 ans, en 2016 puis en 2017. Lors de l'édition 2016, il marque un but contre l'Autriche. Lors de l'édition 2017, il officie comme capitaine et inscrit un but contre la Bulgarie.

## Palmarès

### En sélection
- Finaliste du Championnat d'Europe des moins de 17 ans en 2015 avec l'équipe d'Allemagne des moins de 17 ans